# Charles Plantivaux
 (juillet 2020).
Si vous disposez d'ouvrages ou d'articles de référence ou si vous connaissez des sites web de qualité traitant du thème abordé ici, merci de compléter l'article en donnant les références utiles à sa vérifiabilité et en les liant à la section « Notes et références ».
Charles Plantivaux, né le 17 février 1908  à Boussais et mort le 9 juin 1993 à Niort, était un pilote de course français.

## Carrière en sport automobile
Charles Plantivaux, qui travaillait comme parfumeur à Niort, était actif en France en tant que pilote de course de voitures de sport dans les décennies avant et après la Seconde Guerre mondiale. Son plus grand succès fut le quatrième classement final du Tour de France automobile de 1953. En 1938, il remporte sa classe avec ses débuts aux 24 Heures du Mans, où sa meilleure position au classement général est la 12e place en 1952 sur Panhard Dyna X 86.

## Statistiques

### Le-Mans
| Édition | Écurie                          | Châssis                | Coéquipier     | Résultat                                   | Note  |
| ------- | ------------------------------- | ---------------------- | -------------- | ------------------------------------------ | ----- |
| 1938    | Amédée Gordini                  | Simca Cinq             | Maurice Aimé   | 14e place et victoire de classe            |       |
| 1939    | Gordini                         | Simca-Gordini Type 8   | Guy Lapchin    | 13e                                        |       |
| 1950    | Guy Lapchin                     | Panhard Dyna X84 Sport | Guy Lapchin    | Abandon Dommages causés par l'inflammation |       |
| 1952    | Automobiles Panhard et Levassor | Panhard Dyna X86 Coupe | Robert Chancel | 12e                                        |       |
| 1953    | Automobiles Panhard et Levassor | Panhard X89            | Guy Lapchin    | Rang 20                                    | [ 3 ] |